# 细菌外膜囊泡

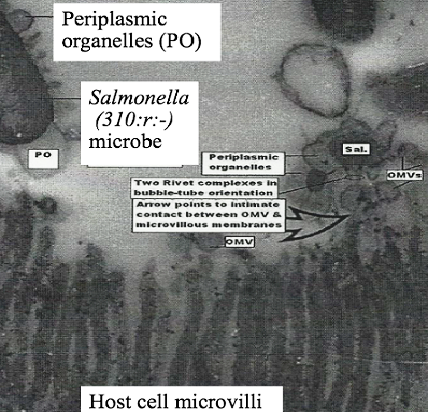
这是一张人类病原体沙门氏菌3,10:r:- 在鸡回肠内释放的外膜囊泡（OMV）（直径为80至90nm）的透射电子显微照片。OMV被认为是从大的细菌外膜突起中“吹出来的”，称为菌周质细胞器（PO），借助于大约四个III型分泌注射器铆钉复合体的 "气泡管 "式装配（铆接细菌外膜和细胞膜，使菌周质扩展成PO）。这允许来自革兰氏阴性细菌的膜囊泡运输停靠在宿主上皮细胞膜（微绒毛）并在宿主病原体界面上转运信号分子至宿主细胞。

细菌外膜囊泡（英语：OMV）是由革兰氏阴性细菌的外膜释放的脂质囊泡。虽然革兰氏阳性细菌也释放囊泡，但这些囊泡属于更广泛的细菌膜囊泡(MV) 类别。 OMV 是第一个被发现的 MV，与外内膜囊泡(OIMV) 不同，后者是含有细菌外膜和内膜部分的革兰氏阴性细菌囊泡。1966至1967年，印度科学家Smriti Narayan Chatterjee教授和J. Das教授使用透射电子显微镜首次发现了OMV，并对其进行了表征。OMV被认为具有在细菌之间、与其环境中的其他微生物以及宿主之间进行交流的功能。这些囊泡参与运输细菌细胞信号生物化学物质，其中包括DNA、RNA、蛋白质、内毒素和相关毒力分子。这种交流发生在海洋、动物、植物甚至人体内的微生物培养物中。
革兰氏阴性菌利用其周质分泌OMV，将细菌生化物质运输到其环境中的靶细胞。OMV还携带内毒素脂多糖，可在其宿主中引发疾病过程。这种机制带来了多种益处，例如细菌分泌物的远距离递送，同时最大限度地减少水解降解和细胞外稀释，还补充了其他支持性分子（例如毒力因子）以完成特定工作，同时与目标细胞的防御武器保持安全距离。OMV传递的生化信号在“战争和和平”情况下可能大不相同。在自给自足的细菌菌落中，OMV可以用于将DNA传递给“同源”的微生物进行基因转化，并传递细胞信号分子进行群体感应和生物膜形成。在来自周围其他细胞类型的“挑战”期间，OMV可能更倾向于携带降解和破坏酶。同样，OMV可能在宿主病原体界面处含有更多的入侵蛋白（图1）。预计，周围的环境因素是引发这些细菌合成和分泌特异性富集的OMV，在生理上适应当前的任务。因此，作为强免疫调节剂的细菌OMV可以针对其免疫原性成分进行操作，并用作有效的无病原体疫苗，用于使人类和动物免疫以抵抗威胁性感染。

## 生物发生与运动
革兰氏阴性菌有双层磷脂膜。内层磷脂膜（内层细胞膜）包裹着细胞质或胞质溶胶；外层（磷脂膜）细菌膜包裹着内层磷脂膜。这两个膜之间的空间称为周质或周质空间。此外，在双层磷脂膜中间还有一层由肽聚糖层组成的坚固细胞壁，包围着细胞膜并占据周质空间。肽聚糖层除了保护微生物免受恶劣环境的影响，还为维持细菌形状提供了一定的刚性。
革兰氏阴性细菌OMV的生物发生的第一步是在肽聚糖层上方形成外膜。磷脂在外膜外侧的积累被认为是外膜向外凸出的基础。这种磷脂的积累可以通过VacJ/Yrb ABC转运系统进行调节，该系统将磷脂从OM的外部转移到内部。此外，硫耗尽等环境条件会引发磷脂过度生产状态，从而导致OMV释放增加。
囊泡从外膜释放的实际过程仍不清楚。囊泡结构很可能可以自发释放。另外，有人提出少数蛋白质将外膜和细胞膜固定在一起，使得周质隆起像一个充气的口袋从外膜表面凸出。“铆钉复合物”的侧向扩散可能有助于挤压周质的大凸起形成OMV。
在活的大肠杆菌（人类肠道中常见的共生细菌）中测量了细菌膜囊泡沿细胞表面的分散情况。抗生素治疗改变了囊泡的动力学、囊泡与膜的亲和力和细胞膜的表面特性，一般会增强囊泡沿细菌膜表面的运输，这表明它们的运动特性可能是抗生素应激的标志。尽管首次对细菌OMV进行了高分辨率、定量跟踪，但仍有待进行详细的实验工作以了解OMV生物发生和运输的生物力学。OMV也是当前通过外膜囊泡运输进行种内、种间和界间细胞信号转导的原核生物胞吐作用研究的重点，这将改变我们对微生物毒力、宿主病原体相互作用以及地球生态系统中各种物种之间相互关系的认知。